# Zadnji tango
Zadnji tango (rus. Последнее танго) ruski je film redatelja Vjačeslava Viskovskog.

## Radnja
Film je baziran na riječima pjesme koju je Isa Kremer izvela u Odesi.

## Uloge
- Vera Holodnaja
- Osip Runič
- Ivan Hudolejev
- A. Aleksandrov

## Vanjske poveznice
- Zadnji tango na Kino Poisk